# Коршовець
Коршо́вець — село в Україні, у Луцькому районі Волинської області. Входить до складу Боратинської сільської громади. Населення становить 350 осіб.
Є дошкільний навчальний заклад.
12 червня 2020 року, відповідно до розпорядження Кабінету Міністрів України № 708-р «Про визначення адміністративних центрів та затвердження територій територіальних громад Волинської області», село увійшло у склад Боратинської сільської громади.
19 липня 2020 року, в результаті адміністративно-територіальної реформи та ліквідації  Луцького району, село увійшло до складу новоутвореного Луцького району.

## Населення
Згідно з переписом УРСР 1989 року чисельність наявного населення села становила 355 осіб, з яких 165 чоловіків та 190 жінок.
За переписом населення України 2001 року в селі мешкали 352 особи.

### Мова
Розподіл населення за рідною мовою за даними перепису 2001 року:
| Мова       | Відсоток |
| ---------- | -------- |
| українська | 99,43 %  |
| білоруська | 0,29 %   |
| російська  | 0,29 %   |

## Пам'ятки археології
На території села відомі такі пам'ятки археології:
- Поблизу села — поселення ранньослов'янського часу.
- У східній частині села, на правому березі р. Чорногузки — багатошарове поселення пізнього палеоліту, культури лінійно-стрічкової кераміки та тшинецько-комарівської культури.
- За 1,6 км на схід від села, на правому березі р. Чорногузки — поселення культури лінійно-стрічкової кераміки.
- За 2 км на схід від села, на правому березі р. Чорногузки — поселення культури лінійно-стрічкової кераміки.
- За 2,5 км на схід від села — поселення давньоруського часу XII—XIII ст.

## Люди
В селі народився Поштарук Данило Андрійович (нар. 1937) — український актор, режисер, театральний діяч.